# Venturia scitula
Venturia scitula là một loài tò vò trong họ Ichneumonidae.